# 更新世南美洲豹
更新世南美洲豹是已滅絕的美洲豹亞種，生存於更新世（180萬年前至11,000年前）時期的南美洲南方。化石發現於阿根廷及智利，然而發現的數量並不多。直到2016年的基因研究分析結果，更新世南美洲豹才被證實為是現存美洲豹的亞種之一，且為其中目前已知體型最大者。

## 發現歷史與分類學

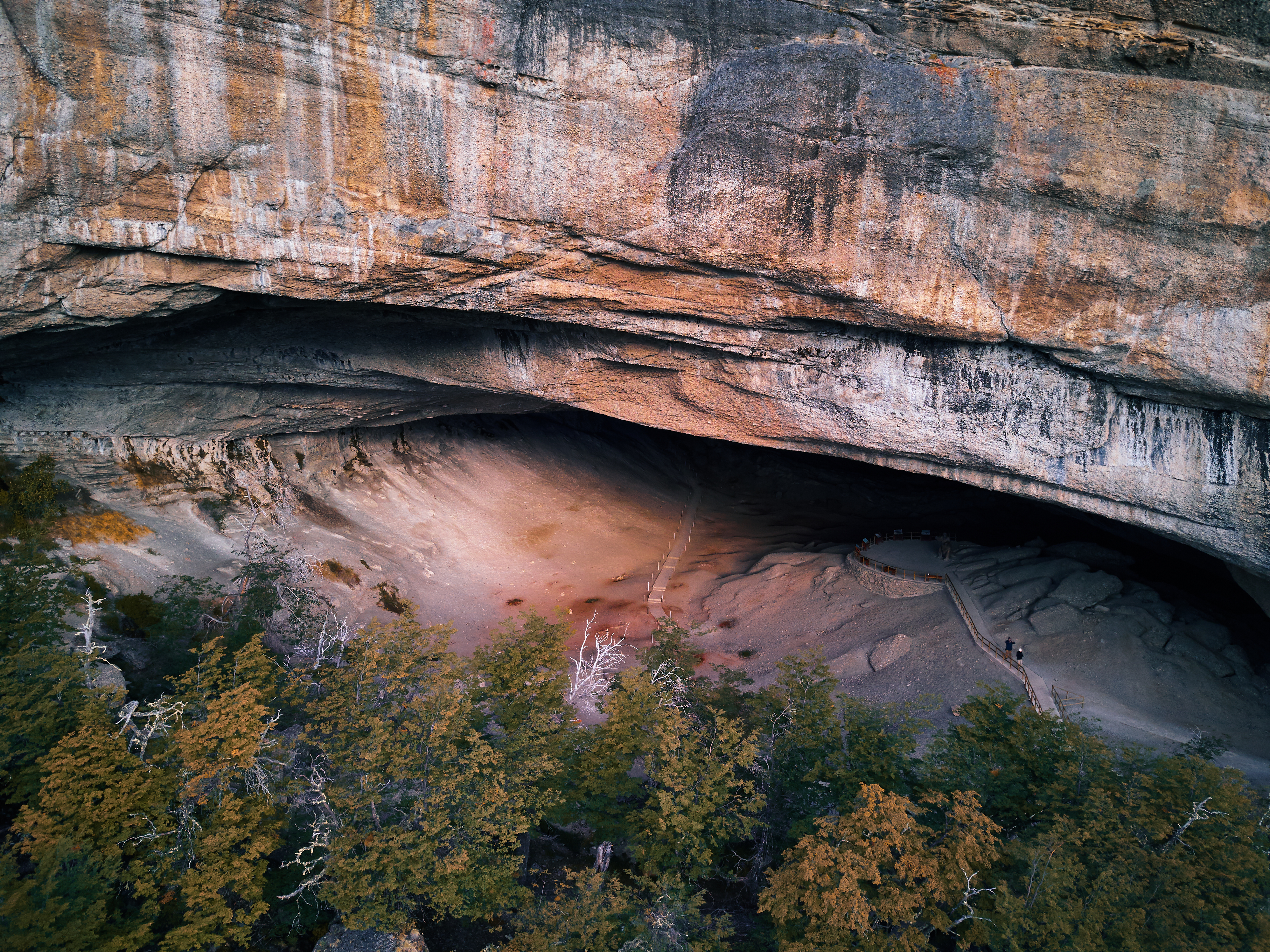
位於智利南方的米羅敦洞穴，也是更新世南美洲豹正模標本的發現地。

1890年，在南智利的米羅敦洞穴中，化石收集者魯道夫·豪塔爾發現到部分大型貓科的顱後遺骸碎片，他將樣本送給聖迪亞哥·羅斯，隨後於1899年，羅斯依此樣本發表了新屬及新種「"Iemish listai"」，雖然這名稱被認為是裸名。於發表新種後5年的1904年，羅斯重新比較了“Iemish”與其他貓科演化支的顱骨及顱後特徵（包括了兩塊零碎的下顎骨、部分顱骨、及皮膚碎片），並提議將更新世南美洲豹改分類至貓屬。30年後的1934年，安赫爾·卡布雷拉依據發現於米羅敦洞穴的部分顱骨（可能來自於一頭雄性），將更新世南美洲豹的學名正式命名為「Felis onca mesembrina」 。不幸的是，該具顱骨樣本（MLP 10-90）現已遺失，僅留下卡布雷拉及羅斯對其的描繪.。在這之後，於阿根廷火地省的島嶼上及智利南方的其他地區均發現了更多的化石樣本，包括糞便與下顎，這些化石遺骸被認為均是屬於更新世南美洲豹。其中，智利烏爾蒂馬埃斯佩蘭薩省的一處考古現場於1980至1990年代出土了許多更新世南美洲豹的化石，甚至包括了年幼及年長個體。所有更新世南美洲豹化石均出土自更新世晚期的地層。
2016年，透過基因研究，更新世南美洲豹被發現其實屬於現存美洲豹的一個亞種。2017年，根據化石特徵與美洲擬獅形態學上的近似，更新世南美洲豹被認為可能是美洲擬獅的異名，但形態學上的近似可能僅為趨同，目前仍傾向將更新世南美洲豹視為是美洲豹的亞種之一。

## 化石分佈地
化石發現於智利南方的米羅敦洞穴（為目前已知美洲豹分佈地區的最南方紀錄），至阿根廷的福爾摩沙省。2021年，發現於巴西米納斯吉拉斯州居維葉洞穴的化石被認為屬於美洲豹，且可能為更新世南美洲豹。洞穴中保存了許多不同成長階段的更新世南美洲豹個體，並且包含了其他物種，如毀滅刃齒虎與地懶Catonyx cuvieri；這是目前唯一在阿根廷及智利外有發現更新世南美洲豹遺骸的地點。

## 描述與古生物學

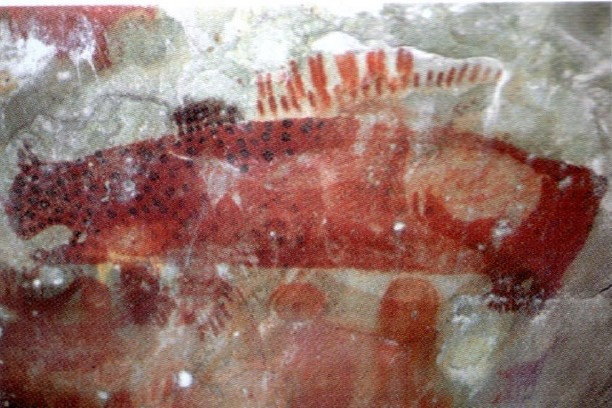
更新世南美洲豹的石洞壁畫，發現於阿根廷埃斯特羅

### 體型
更新世南美洲豹為目前已知體型最大的美洲豹亞種，根據2017年發現於米羅敦洞穴化石推測體重可達231.23（509.8磅），而現存的美洲豹體重則約僅有90（200磅），這代表更新世南美洲豹的體型不僅遠大於現存美洲豹，更能比擬一些更大型的貓科物種如毀滅刃齒虎或美洲擬獅。除了更新世南美洲豹外，當時棲息於北美洲的更新世北美洲豹體型也較現存的美洲豹大上15-20%，推測體重可達約190（420磅）。更新世時期的貓科物種多半具有較具大的體型，推測主要是為了狩獵更大型的獵物。2017年的研究除了推估出更新世南美洲美洲豹的體重外，也推算出牠們有能力狩獵重達663.4（1,463磅）的獵物。此外，牠們的食性也較其他貓科來得廣泛，在磨齒獸及其他大型哺乳動物的化石上都曾發現過更新世南美洲美洲豹的咬痕。

### 毛皮顏色
1904年，聖迪亞哥·羅斯描述了部分於米羅敦洞穴所發現的更新世南美洲豹毛皮殘骸（殘留於顱骨上及四肢），顱骨上的毛皮偏向紅棕色，四肢上的毛皮則為黃色。發現於阿根廷聖克魯斯省埃斯特羅（El Ceibo）的石洞壁畫也證實了更新世南美洲豹具有較現存美洲豹更偏向紅棕色的毛色；其中壁畫中的更新世南美洲豹被繪製成紅棕色，而其他美洲豹則仍然為黃色，具有明顯的區別。更新世南美洲豹的壁畫旁還繪有原駝及南美洲原住民。

### 行為
更新世南美洲豹的正模標本顱骨上具有淺而不規則的凹洞，這些刺痕推測是由其他美洲豹個體的犬齒所造成，且有隨時間癒合的痕跡。一直到1941年，根據喬治·辛普森所描述，所有發現具有這樣刺痕的化石均來自雄性個體，而雌性個體則都沒有這樣的傷痕。顱骨側面的刺痕代表雄性的更新世南美洲豹之間具有與現存雄性美洲豹一樣的社交行為存在。
在米羅敦洞穴中，也有發現磨齒獸、南美土著馬及其他生存於更新世時期的草食性動物的化石，而這些化石上均有與更新世南美洲豹牙齒相符合的咬痕，且大多為肢體的殘骸，推測這些均是牠們狩獵後將吃剩的獵物帶來並藏匿於此，這個行為在現存的豹屬物種也能觀察到。洞穴中所能發現到體型最大的獵物屬體長3至4米（9.8至13.1英尺）的磨齒獸。洞穴中也發現了許多包含了磨齒獸皮內成骨的糞化石，推測這些可能是更新世南美洲豹的糞便。
更新世南美洲豹於阿根廷跟智利的遺骸發現地均屬較為乾燥及開闊的地區，而現存的美洲豹則多半生存於茂密的雨林之中。